# Mabote (Berea)
Mabote (Vietnam, KTA) ist ein Ort und ein Community Council im Distrikt Berea im Königreich Lesotho. Im Jahre 2006 hatte der Bezirk eine Bevölkerung von 38.047 Personen.

## Geographie
Das Community Council ist ein Vorort der Hauptstadt Maseru an der Südwestgrenze des Distrikts Berea. Der Verwaltungsort Mabote liegt auf einer Höhe von ca. 1507 m.
Zum Council gehören die Orte:
| - Bochabela I (Khubetsoana) - Bochabela II (Khubetsoana) - Boinyatso - Ha Rankhala (Khubetsoana) - Ha Rasetimela (Naleli) - Khutsong (Naleli) - Kuruoane - Lecop (Khubetsoana) - Lifelekoaneng - Litupung (Maqalika) | - Majara Section (Khubetsoana) - Mapeleng (Ha Mabote) - Maqalika - Masetlaokong (Khubetsoana) - Matebeleng (Khubetsoana) - Mookoli - Motlakaseng (Ha Mabote) - Ngoana-Oa-Lla (Khubetsoana) - Ntširele (Khubetsoana) - Phahameng (Ha Mabote) | - Phahameng (Khubetsoana) - Phopholetsa (Ha Mabote) - Rural (Khubetsoana) - Sebaboleng - Sekamaneng - Sekoting (Khubetsoana) - Selakhapane - Taung (Ha Mabote) - Taung (Khubetsoana) - Thoteng (Ha Mabote) |

## Kultur
Der Ort ist bekannt als die führende Stadt des Landes in Bezug auf Kapitalverbrechen, daher wird er oft als land of the dead bezeichnet.
Die Straßen werden von lokalen Gangs kontrolliert.

## Persönlichkeiten
- Tsepo Mathibelle, Marathonläufer